# Tirreno-Adriatico 2007
De Tirreno-Adriatico 2007 was een wielerwedstrijd die van 14 tot en met 20 maart 2007 werd gehouden in Italië. De wedstrijd omvatte zeven etappes en telde in totaal 1097,5 kilometer. Er werd gestart in Civitavecchia en de laatste etappe eindigde in San Benedetto del Tronto. Andreas Klöden won het eindklassement. Michael Boogerd werd tiende. Titelverdediger was de Nederlander Thomas Dekker.

## Etappeoverzicht
| etappe | datum    | start                    | eindstreep               | afstand     | starttijd | winnaar            | land      |
| ------ | -------- | ------------------------ | ------------------------ | ----------- | --------- | ------------------ | --------- |
| 1e     | 14 maart | Civitavecchia            | Civitavecchia            | 160 km      | 11.45     | Robbie McEwen      | Australië |
| 2e     | 15 maart | Civitavecchia            | Marsciano                | 202 km      | 10.40     | Aleksandr Arekejev | Rusland   |
| 3e     | 16 maart | Marsciano                | Macerata                 | 213 km      | 10.25     | Riccardo Riccò     | Italië    |
| 4e     | 17 maart | Pievebovigliana          | Offagna                  | 161 km      | 11.50     | Riccardo Riccò     | Italië    |
| 5e     | 18 maart | Civitanova Marche        | Civitanova Marche Alta   | 20.5 km (t) | 12.00     | Stefan Schumacher  | Duitsland |
| 6e     | 19 maart | San Benedetto del Tronto | Giacomo Monti della Laga | 164 km      | 11.10     | Matteo Bono        | Italië    |
| 7e     | 20 maart | Civitella del Tronto     | San Benedetto del Tronto | 177 km      | 10.55     | Koldo Fernández    | Spanje    |

## Etappe-uitslagen

### 1e etappe
De eerste etappe werd verreden op 14 maart en ging van Civitavecchia via drie lussen weer terug naar Civitavecchia. Om 11.45 uur begon de karavaan aan de 160 kilometer lange etappe.
Robbie McEwen won de etappe, die eindigde in een massasprint. Óscar Freire en Thor Hushovd werden respectievelijk tweede en derde.
| Uitslag etappe | Uitslag etappe    | Uitslag etappe | Uitslag etappe |
| rang           | renner            | land           | tijd           |
| -------------- | ----------------- | -------------- | -------------- |
| 1              | Robbie McEwen     | Australië      | 4u34'24"       |
| 2              | Óscar Freire      | Spanje         | z.t.           |
| 3              | Thor Hushovd      | Noorwegen      | z.t.           |
| 4              | Bernhard Eisel    | Oostenrijk     | z.t.           |
| 5              | Stuart O'Grady    | Australië      | z.t.           |
| 6              | Erik Zabel        | Duitsland      | z.t.           |
| 7              | Allan Davis       | Australië      | z.t.           |
| 8              | Gabriele Balducci | Italië         | z.t.           |
| 9              | David Kopp        | Duitsland      | z.t.           |
| 10             | Lloyd Mondory     | Frankrijk      | z.t.           |

| Tussenstand algemeen klassement | Tussenstand algemeen klassement | Tussenstand algemeen klassement | Tussenstand algemeen klassement |
| rang                            | renner                          | land                            | tijd                            |
| ------------------------------- | ------------------------------- | ------------------------------- | ------------------------------- |
| 1                               | Robbie McEwen                   | Australië                       | 4u34'14"                        |
| 2                               | Óscar Freire                    | Spanje                          | + 0' 04"                        |
| 3                               | Thor Hushovd                    | Noorwegen                       | + 0' 06"                        |
| 4                               | Beñat Albizuri                  | Spanje                          | + 0' 07"                        |
| 5                               | Matteo Priamo                   | Italië                          | + 0' 08"                        |
| 6                               | Stuart O'Grady                  | Australië                       | + 0' 10"                        |
| 7                               | Bernhard Eisel                  | Oostenrijk                      | z.t.                            |
| 8                               | Erik Zabel                      | Duitsland                       | z.t.                            |
| 9                               | Allan Davis                     | Australië                       | z.t.                            |
| 10                              | Gabriele Balducci               | Italië                          | z.t.                            |

### 2e etappe
Op 15 maart werd de tweede etappe over 202 kilometer verreden. Om 10.40 uur vertrokken de renners uit Civitavecchia om ’s middags in Marsciano te finishen.
| Uitslag etappe | Uitslag etappe     | Uitslag etappe | Uitslag etappe |
| rang           | renner             | land           | tijd           |
| -------------- | ------------------ | -------------- | -------------- |
| 1              | Aleksandr Arekejev | Rusland        | 4u51'41"       |
| 2              | Daniele Contrini   | Italië         | + 0' 29"       |
| 3              | Sven Krauss        | Duitsland      | z.t.           |
| 4              | Fortunato Baliani  | Italië         | + 0' 31"       |
| 5              | Bernhard Eisel     | Oostenrijk     | + 0' 54"       |
| 6              | Thor Hushovd       | Noorwegen      | z.t.           |
| 7              | Danilo Napolitano  | Rusland        | z.t.           |
| 8              | David Kopp         | Duitsland      | z.t.           |
| 9              | Stuart O'Grady     | Australië      | z.t.           |
| 10             | Lloyd Mondory      | Frankrijk      | z.t.           |

| Tussenstand algemeen klassement | Tussenstand algemeen klassement | Tussenstand algemeen klassement | Tussenstand algemeen klassement |
| rang                            | renner                          | land                            | tijd                            |
| ------------------------------- | ------------------------------- | ------------------------------- | ------------------------------- |
| 1                               | Aleksandr Arekejev              | Rusland                         | 9u25'52"                        |
| 2                               | Daniele Contrini                | Italië                          | + 0' 32"                        |
| 3                               | Sven Krauss                     | Duitsland                       | + 0' 35"                        |
| 4                               | Fortunato Baliani               | Italië                          | + 0' 42"                        |
| 5                               | Robbie McEwen                   | Australië                       | + 0' 57"                        |
| 6                               | Óscar Freire                    | Spanje                          | + 1' 01"                        |
| 7                               | Thor Hushovd                    | Noorwegen                       | + 1' 03"                        |
| 8                               | Beñat Albizuri                  | Spanje                          | + 1' 04"                        |
| 9                               | Matteo Priamo                   | Italië                          | + 1' 05"                        |
| 10                              | Bernhard Eisel                  | Oostenrijk                      | + 1' 07"                        |

### 3e etappe
Deze etappe werd verreden op 16 maart vanuit Marsciano naar Macerata. Om 10.25 uur startten de renners aan de 213 kilometer lange etappe.
De slotklim zorgde voor een zwaar slagveld. Uiteindelijk wist de Italiaan Riccardo Riccò definitief weg te komen uit het 'peloton'. Hij won, met een kleine voorsprong op Aleksandr Vinokoerov en Andreas Klöden. Paolo Bettini en Ivan Basso kwamen beiden ten val.
| Uitslag etappe | Uitslag etappe       | Uitslag etappe | Uitslag etappe |
| rang           | renner               | land           | tijd           |
| -------------- | -------------------- | -------------- | -------------- |
| 1              | Riccardo Riccò       | Italië         | 5u41'22"       |
| 2              | Aleksandr Vinokoerov | Kazachstan     | + 0' 02"       |
| 3              | Andreas Klöden       | Duitsland      | z.t.           |
| 4              | Stefano Garzelli     | Italië         | z.t.           |
| 5              | Luca Mazzanti        | Italië         | z.t.           |
| 6              | Andrea Moletta       | Italië         | z.t.           |
| 7              | Filippo Pozzato      | Italië         | z.t.           |
| 8              | Thomas Dekker        | Nederland      | z.t.           |
| 9              | Kim Kirchen          | Luxemburg      | z.t.           |
| 10             | Janez Brajkovič      | Slovenië       | z.t.           |

| Tussenstand algemeen klassement | Tussenstand algemeen klassement | Tussenstand algemeen klassement | Tussenstand algemeen klassement |
| rang                            | renner                          | land                            | tijd                            |
| ------------------------------- | ------------------------------- | ------------------------------- | ------------------------------- |
| 1                               | Aleksandr Arekejev              | Rusland                         | 15u07'50"                       |
| 2                               | Riccardo Riccò                  | Italië                          | + 0' 21"                        |
| 3                               | Óscar Freire                    | Spanje                          | + 0' 27"                        |
| 4                               | Aleksandr Vinokoerov            | Kazachstan                      | z.t.                            |
| 5                               | Andreas Klöden                  | Duitsland                       | + 0' 29"                        |
| 6                               | Filippo Pozzato                 | Italië                          | + 0' 33"                        |
| 7                               | Andrea Moletta                  | Italië                          | z.t.                            |
| 8                               | Jevgeni Petrov                  | Rusland                         | z.t.                            |
| 9                               | Stefano Garzelli                | Italië                          | z.t.                            |
| 10                              | Stefan Schumacher               | Duitsland                       | z.t.                            |

### 4e etappe
Op 17 maart om 11.50 uur begon de vierde etappe in Pievebovigliana, die de renners na 161 kilometer naar Offagna leidde.
| Uitslag etappe | Uitslag etappe       | Uitslag etappe | Uitslag etappe |
| rang           | renner               | land           | tijd           |
| -------------- | -------------------- | -------------- | -------------- |
| 1              | Riccardo Riccò       | Italië         | 3u50'22"       |
| 2              | Stefan Schumacher    | Duitsland      | + 0' 04"       |
| 3              | Aleksandr Vinokoerov | Kazachstan     | z.t.           |
| 4              | Janez Brajkovič      | Slovenië       | z.t.           |
| 5              | Thomas Dekker        | Nederland      | z.t.           |
| 6              | Andreas Klöden       | Duitsland      | z.t.           |
| 7              | Michael Boogerd      | Nederland      | z.t.           |
| 8              | Stefano Garzelli     | Italië         | z.t.           |
| 9              | Jens Voigt           | Duitsland      | z.t.           |
| 10             | Linus Gerdemann      | Duitsland      | z.t.           |

| Tussenstand algemeen klassement | Tussenstand algemeen klassement | Tussenstand algemeen klassement | Tussenstand algemeen klassement |
| rang                            | renner                          | land                            | tijd                            |
| ------------------------------- | ------------------------------- | ------------------------------- | ------------------------------- |
| 1                               | Riccardo Riccò                  | Italië                          | 18u58'23"                       |
| 2                               | Aleksandr Vinokoerov            | Kazachstan                      | + 0' 16"                        |
| 3                               | Stefan Schumacher               | Duitsland                       | + 0' 20"                        |
| 4                               | Andreas Klöden                  | Duitsland                       | + 0' 22"                        |
| 5                               | Stefano Garzelli                | Italië                          | + 0' 26"                        |
| 6                               | Janez Brajkovič                 | Slovenië                        | + 0' 26"                        |
| 7                               | Linus Gerdemann                 | Duitsland                       | + 0' 26"                        |
| 8                               | Jens Voigt                      | Duitsland                       | + 0' 26"                        |
| 9                               | Kim Kirchen                     | Luxemburg                       | + 0' 26"                        |
| 10                              | Thomas Dekker                   | Nederland                       | + 0' 26"                        |

### 5e etappe
Om 12.00 uur op 18 maart vertrok de eerste renner uit Civitanova Marche voor de tijdrit over 20,5 kilometer naar Civitanova Marche Alta.
| Uitslag etappe | Uitslag etappe       | Uitslag etappe | Uitslag etappe |
| rang           | renner               | land           | tijd           |
| -------------- | -------------------- | -------------- | -------------- |
| 1              | Stefan Schumacher    | Duitsland      | 27'08"         |
| 2              | Andreas Klöden       | Duitsland      | + 0' 01"       |
| 3              | Kim Kirchen          | Luxemburg      | + 0' 06"       |
| 4              | Aleksandr Vinokoerov | Kazachstan     | + 0' 13"       |
| 5              | Jevgeni Petrov       | Rusland        | + 0' 21"       |
| 6              | Janez Brajkovič      | Slovenië       | z.t.           |
| 7              | Jens Voigt           | Duitsland      | + 0' 24"       |
| 8              | Thomas Dekker        | Nederland      | + 0' 33"       |
| 9              | Vladimir Goesev      | Rusland        | + 0' 36"       |
| 10             | Linus Gerdemann      | Duitsland      | + 0' 40"       |

| Tussenstand algemeen klassement | Tussenstand algemeen klassement | Tussenstand algemeen klassement | Tussenstand algemeen klassement |
| rang                            | renner                          | land                            | tijd                            |
| ------------------------------- | ------------------------------- | ------------------------------- | ------------------------------- |
| 1                               | Stefan Schumacher               | Duitsland                       | 19u25'51"                       |
| 2                               | Andreas Klöden                  | Duitsland                       | + 0' 03"                        |
| 3                               | Aleksandr Vinokoerov            | Kazachstan                      | + 0' 09"                        |
| 4                               | Kim Kirchen                     | Luxemburg                       | + 0' 12"                        |
| 5                               | Janez Brajkovič                 | Slovenië                        | + 0' 27"                        |
| 6                               | Jens Voigt                      | Duitsland                       | + 0' 30"                        |
| 7                               | Thomas Dekker                   | Nederland                       | + 0' 39"                        |
| 8                               | Jevgeni Petrov                  | Rusland                         | + 0' 41"                        |
| 9                               | Linus Gerdemann                 | Duitsland                       | + 0' 46"                        |
| 10                              | Michael Boogerd                 | Nederland                       | + 0' 57"                        |

### 6e etappe
Op 19 maart werd in San Benedetto del Tronto rond 11.10 uur vertrokken voor een etappe van 164 kilometer naar Giacomo Monti della Laga. Deze etappe is de koninginnenrit van deze Tirreno-Adriatico.
| Uitslag etappe | Uitslag etappe    | Uitslag etappe | Uitslag etappe |
| rang           | renner            | land           | tijd           |
| -------------- | ----------------- | -------------- | -------------- |
| 1              | Matteo Bono       | Italië         | 4u25'07"       |
| 2              | Enrico Gasparotto | Italië         | + 0' 32"       |
| 3              | Giovanni Visconti | Italië         | + 0' 41"       |
| 4              | Vasil Kiryjenka   | Wit-Rusland    | + 0' 45"       |
| 5              | Stéphane Goubert  | Frankrijk      | + 0' 51"       |
| 6              | Riccardo Riccò    | Italië         | + 1' 32"       |
| 7              | Kim Kirchen       | Luxemburg      | + 1' 36"       |
| 8              | Michele Scarponi  | Italië         | + 1' 39"       |
| 9              | Andreas Klöden    | Duitsland      | + 1' 43"       |
| 10             | Janez Brajkovič   | Slovenië       | + 1' 49"       |

| Tussenstand algemeen klassement | Tussenstand algemeen klassement | Tussenstand algemeen klassement | Tussenstand algemeen klassement |
| rang                            | renner                          | land                            | tijd                            |
| ------------------------------- | ------------------------------- | ------------------------------- | ------------------------------- |
| 1                               | Andreas Klöden                  | Duitsland                       | 23u52'44"                       |
| 2                               | Kim Kirchen                     | Luxemburg                       | + 0' 03"                        |
| 3                               | Aleksandr Vinokoerov            | Kazachstan                      | + 0' 12"                        |
| 4                               | Stefan Schumacher               | Duitsland                       | + 0' 22"                        |
| 5                               | Janez Brajkovič                 | Slovenië                        | + 0' 30"                        |
| 6                               | Jens Voigt                      | Duitsland                       | + 0' 33"                        |
| 7                               | Vasil Kiryjenka                 | Wit-Rusland                     | + 0' 54"                        |
| 8                               | Jevgeni Petrov                  | Rusland                         | + 0' 58"                        |
| 9                               | Michele Scarponi                | Italië                          | + 0' 59"                        |
| 10                              | Michael Boogerd                 | Nederland                       | + 1' 11"                        |

### 7e etappe
In Civitella del Tronto werd op 20 maart om 10.55 uur vertrokken voor de zevende en laatste etappe over 177 kilometer naar San Benedetto del Tronto.
| Uitslag etappe | Uitslag etappe      | Uitslag etappe | Uitslag etappe |
| rang           | renner              | land           | tijd           |
| -------------- | ------------------- | -------------- | -------------- |
| 1              | Koldo Fernández     | Spanje         | 4u38'43"       |
| 2              | Stuart O'Grady      | Australië      | z.t.           |
| 3              | Gabriele Balducci   | Italië         | z.t.           |
| 4              | Maximiliano Richeze | Argentinië     | z.t.           |
| 5              | Allan Davis         | Australië      | z.t.           |
| 6              | Danilo Napolitano   | Italië         | z.t.           |
| 7              | Robbie McEwen       | Australië      | z.t.           |
| 8              | David Kopp          | Duitsland      | z.t.           |
| 9              | René Haselbacher    | Oostenrijk     | z.t.           |
| 10             | Thor Hushovd        | Noorwegen      | z.t.           |

## Eindklassementen
| Algemeen klassement |                      |                        |           |
| Plaats              | Naam                 | Ploeg                  | Tijd      |
| Blauwe trui         | Andreas Klöden       | Astana                 | 28u31'26" |
| 2                   | Kim Kirchen          | T-Mobile Team          | + 00' 04" |
| 3                   | Aleksandr Vinokoerov | Astana                 | + 00' 13" |
| 4                   | Stefan Schumacher    | Team Gerolsteiner      | + 00' 23" |
| 5                   | Janez Brajkovič      | Discovery Channel      | + 00' 31" |
| 6                   | Jens Voigt           | Team CSC               | + 00' 34" |
| 7                   | Vasil Kiryjenka      | Tinkoff Credit Systems | + 00' 55" |
| 8                   | Jevgeni Petrov       | Tinkoff Credit Systems | + 00' 59" |
| 9                   | Michele Scarponi     | Acqua & Sapone         | + 01' 00" |
| 10                  | Michael Boogerd      | Rabobank               | + 01' 12" |
|                     |                      |                        |           |
| 13                  | Staf Scheirlinckx    | Cofidis                | + 01' 50" |

| Puntenklassement |                  |                        |        |
| Plaats           | Naam             | Ploeg                  | Punten |
| Groene trui      | Riccardo Riccò   | Saunier Duval-Prodir   | 32     |
| 2                | Daniele Contrini | Tinkoff Credit Systems | 31     |
| 3                | Andreas Klöden   | Astana                 | 30     |

| Bergklassement |                    |                        |        |
| Plaats         | Naam               | Ploeg                  | Punten |
| Rode trui      | Salvatore Commesso | Tinkoff Credit Systems | 15     |
| 2              | Fortunato Baliani  | Ceramica Panaria       | 11     |
| 3              | Vasil Kiryjenka    | Tinkoff Credit Systems | 6      |

| Ploegenklassement |                        |           |
| Plaats            | Ploeg                  | Tijd      |
|                   | Tinkoff Credit Systems | 85u37'54" |
| 2                 | Astana                 | + 01' 07" |
| 3                 | Caisse d'Epargne       | + 02' 58" |

1966 · 1967 · 1968 · 1969 · 1970 · 1971 · 1972 · 1973 · 1974 · 1975 · 1976 · 1977 · 1978 · 1979 · 1980 · 1981 · 1982 · 1983 · 1984 · 1985 · 1986 · 1987 · 1988 · 1989 · 1990 · 1991 · 1992 · 1993 · 1994 · 1995 · 1996 · 1997 · 1998 · 1999 · 2000 · 2001 · 2002 · 2003 · 2004 · 2005 · 2006 · 2007 · 2008 · 2009 · 2010 · 2011 · 2012 · 2013 · 2014 · 2015 · 2016 · 2017 · 2018 · 2019 · 2020 · 2021 · 2022 · 2023 · 2024· 2025
 Parijs-Nice · 
 Tirreno-Adriatico · 
 Milaan-San Remo · 
 Ronde van Vlaanderen · 
 Ronde van het Baskenland · 
 Gent-Wevelgem · 
 Parijs-Roubaix · 
 Amstel Gold Race · 
 Waalse Pijl · 
 Luik-Bastenaken-Luik · 
 Ronde van Romandië · 
 Ronde van Italië · 
 Ronde van Catalonië · 
 Critérium du Dauphiné Libéré · 
 Ronde van Zwitserland · 
 Ploegentijdrit Eindhoven · 
 Ronde van Frankrijk · 
 Clásica San Sebastián · 
 Ronde van Duitsland · 
 Vattenfall Cyclassics · 
  ENECO Tour · 
 GP Ouest France-Plouay · 
 Ronde van Spanje · 
 Ronde van Polen · 
 Kampioenschap van Zürich · 
 Parijs-Tours · 
 Ronde van Lombardije